# Lake Luzerne (New York)

Lake Luzerne est une municipalité (town) américaine de l'État de New York, située dans le comté de Warren.

## Géographie
La municipalité s'étend sur 140,01 km2 au sud du comté de Warren et est limitrophe de celui de Saratoga au sud,. Son territoire abrite le lac Luzerne et est limité au sud et à l'ouest par l'Hudson.
La principale localité est Lake Luzerne, où est établi l'essentiel des habitants, ainsi que celles de Beartown, Danielstown, Fourth Lake, Hartman, Hudson Grove et Lake Vanare.
|        | Warrensburg  | Lake George |
| Hadley | Lake Luzerne | Queensbury  |
|        | Corinth      | Moreau      |

## Histoire
Les premiers habitants s'installent vers 1770 et la municipalité est créée en 1792 sous le nom de Fairfield par détachement d'une partie de celle de Queensbury. En 1808, elle prend le nom de Luzerne, en l'honneur du diplomate Anne César de La Luzerne, puis de Lake Luzerne en 1963.

## Politique et administration
La municipalité est administrée par un superviseur et un conseil de quatre membres élus pour deux ans.